# Germain Louis Chauvelin

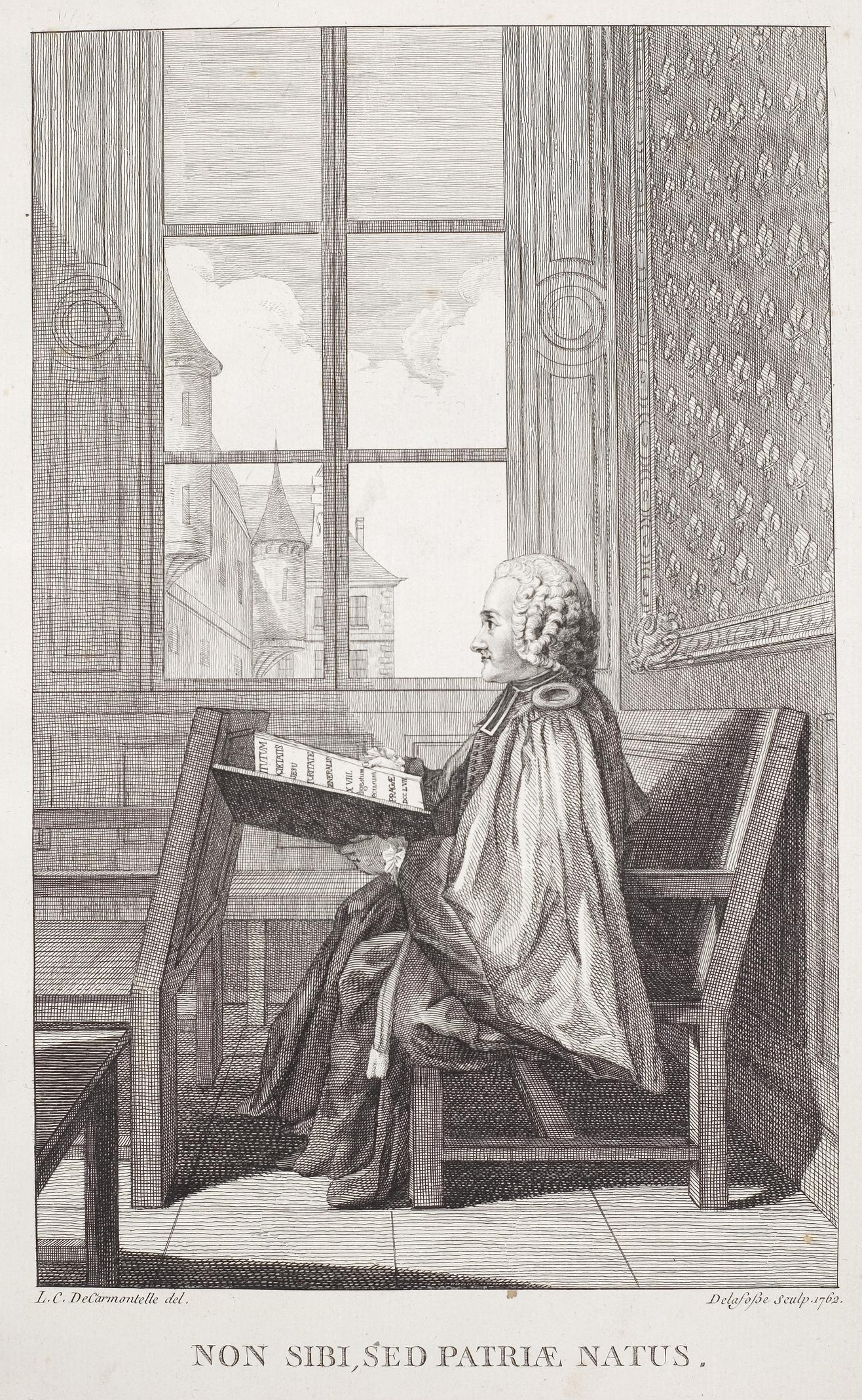
Grafik aus dem Klebeband Nr. 14 der Fürstlich Waldecksche Hofbibliothek

Germain Louis de Chauvelin, marquis de Groisbois (* 1685; † 1762) war ein französischer Staatsminister, Staatssekretär für auswärtige Angelegenheiten von 1727 bis 1737 und Siegelbewahrer.

## Leben und Wirken
Germain Louis de Chauvelin verfolgte als Staatssekretär für auswärtige Angelegenheiten eine gegen Österreich gerichtete Politik. So war er einer der maßgeblichen Befürworter der Kriegserklärung Frankreichs an Österreich im Jahre 1733 (Polnischer Thronfolgekrieg) aufgrund der Spannungen um die polnische Thronfolge. Im Wiener Präliminarfrieden von 1735 (siehe hierzu Frieden von Wien (1738)) musste Frankreich zwar die Thronfolge Friedrich Augusts II. hinnehmen, der französische Kandidat und Schwiegervater Ludwigs XV. Stanislaus Leszczyński erhielt jedoch das Herzogtum Lothringen, dass somit langfristig an Frankreich fallen musste. Im Jahr 1736 äußerte sich Chauvelin nach der Eheschließung der Kaisertochter Maria Theresia mit Franz Stephan von Lothringen dahingehend, dass eine Vereinigung Lothringens mit der Kaiserherrschaft nicht akzeptiert werden dürfe. Am 30. September dieses Jahres wurde Stanislaus Leszczyński von Chauvelin und Kardinal Fleury dazu bewegt, die Finanzverwaltung und Administration der Herzogtümer Lothringen und Bar dem französischen Staat zu überlassen. Als Gegenleistung erhielt er Geldzahlungen seitens der französischen Krone. Die Regelungen des Wiener Friedens wurden schließlich im Jahre 1738 gültig.